# Kurt Vonnegut
Kurt Vonnegut Jr. (/ˈvɒnəɡət/; Indianápolis, 11 de novembro de 1922 — Manhattan, 11 de abril de 2007), foi um escritor norte-americano de ascendência germânica. Em uma carreira de mais de 50 anos, Kurt publicou 14 romances, três coletâneas de contos, cinco peças de teatro e cinco trabalhos de não-ficção, com várias coletâneas sendo publicadas após a sua morte. É conhecido por seu livro satírico de ficção científica Slaughterhouse-Five (1969).
Nascido e criado na cidade de Indianápolis, Kurt ingressou na Universidade Cornell, mas largou em janeiro de 1943 e se alistou no Exército dos Estados Unidos. Após receber treinamento militar, estudou engenharia mecânica na Universidade Carnegie Mellon e na Universidade do Tennessee. Foi destacado para lutar na Europa, na Segunda Guerra Mundial, e foi capturado por alemães durante a Batalha das Ardenas. Foi encarcerado em Dresden e sobreviveu ao Bombardeamento de Dresden, onde se refugiou no frigorífico de um matadouro. Depois da guerra, Kurt se casou com Jane Marie Cox, com quem teve três filhos. Depois, ele adotou os sobrinhos, filhos de sua irmã que tinha morrido de câncer depois da morte de seu marido em um acidente de trem.
Kurt publicou seu primeiro livro, Player Piano, em 1952. O livro recebeu várias resenhas positivas, mas não foi um sucesso comercial. Nos 20 anos seguintes, Kurt publicaria diversos livros bem avaliados e vendidos, como The Sirens of Titan, 1959 e Cat's Cradle, 1963, que foram indicados ao Prémio Hugo. Em seguida publicou uma coletânea de contos, chamada Welcome to the Monkey House em 1968. O sucesso comercial e de crítica veio com seu sexto livro, Slaughterhouse-Five (1969). O sentimento anti-guerra do livro impactou os leitores que estavam atravessando a Guerra do Vietnã. Depois de seu lançamento, o livro foi para o primeiro lugar na lista de livros mais vendidos do The New York Times, o que elevou o nome de Kurt à fama. Ele passou a ser convidado para palestras e leituras coletivas pelo mundo, recebendo vários prêmios.
Mais tarde em sua carreira, Kurt publicou vários ensaios autobiográficos e coletâneas de contos, incluindo Fates Worse Than Death (1991) e A Man Without a Country (2005). Depois de sua morte, ele foi elevado ao status de um comentarista social dotado de humor ácido e um dos mais importantes escritores da atualidade. Seu filho Mark publicou uma compilação de composições inéditas do pai, chamada Armageddon in Retrospect. Em 2017, a editora Seven Stories Press publicou Complete Stories, uma coletânea de contos do autor, incluindo alguns inéditos.

## Biografia

### Primeiros anos
Kurt nasceu em Indianápolis, em 11 de novembro de 1922. Era o filho mais novo de Kurt Vonnegut Sr. (1884–1956) e sua esposa Edith (1888–1944). Seus irmãos mais velhos eram Bernard (1914–1997) e Alice (1917–1958). Kurt Sr. era descendente de imigrantes alemães radicados nos Estados Unidos em meados do século XIX. Seu bisavô por parte de pai, Clemens Vonnegut estabeleceu-se em Indianápolis, fundando a Vonnegut Hardware Company. Seu pai e seu avô, Bernard Vonnegut I, foram arquitetos; e a empresa de arquitetura de Kurt Sr. criou vários importantes edifícios da cidade, como o Das Deutsche Haus (hoje chamado de "The Athenæum"), a sede em Indiana da Bell Telephone Company e o prédio da Fletcher Trust. Sua mãe, Edith, nasceu em uma família rica da alta sociedade da Era Dourada de Indianápolis, os Liebers, que estavam entre os mais ricos da cidade, com uma fortuna derivada de uma grande cervejaria.
Seus pais eram fluentes em alemão, mas o sentimento anti-germânico durante e depois da Primeira Guerra Mundial levou a família a abandonar a cultura alemã; muitos imigrantes alemães radicados nos Estados Unidos eram advertidos na época que isso era uma condição básica na adoção do patriotismo norte-americano. Assim, seus filhos nunca aprenderam o idioma alemão, nem foram apresentados à cultura e literatura alemãs, algo que Kurt lamentava. Kurt creditou Ida Young, empregada e cozinheira afro-americana que trabalhava para a família, por criá-lo e lhe ensinar valores morais; ele disse "ela me deu instruções morais decentes e era incrivelmente boa para mim", e "foi uma influência tão grande para mim quanto qualquer outra pessoa". Ele a descreveu como "humana e sábia" e acrescentou que "meus aspectos compassivos e perdoadores de minhas crenças" vieram dela.
A segurança financeira e a prosperidade social da família Vonnegut foi dilapidada ao longo dos anos. A cervejaria dos Liebers fechou em 1921 com o avento da proibição do consumo de bebidas alcoólicas no país. Quando a Grande Depressão se abateu sobre os Estados Unidos, poucas pessoas tinham dinheiro para investir na construção, levando a uma escassez de clientes da empresa de Kurt Sr. Seus irmãos terminaram o ensino fundamental em uma escola particular, mas Kurt precisou estudar em uma escola pública chamada Public School No. 43 (Escola Pública Nº 43), hoje chamada James Whitcomb Riley School. Ele ficou bastante incomodado com a Grande Depressão (Vonnegut se descrevia geralmente como uma "criança da Grande Depressão", e também afirmou que a Depressão e seus efeitos incitaram pessimismo sobre a validade do Sonho Americano). Seus pais foram profundamente afetados pelo infortúnio econômico. Seu pai se retirou da vida comum, tornando-se o que Vonnegut chamou de "artista sonhador". Sua mãe se tornou alcoólatra, fechada e abusiva. Ela tentou reconquistar a fortuna e o status da família, e Kurt a dizia que ela expressava ódio ao marido que era "tão corrosivo quanto ácido clorídrico". Edith tentou vender contos para revistas especializadas, mas nunca conseguiu.

### Ensino médio e Universidade Cornell

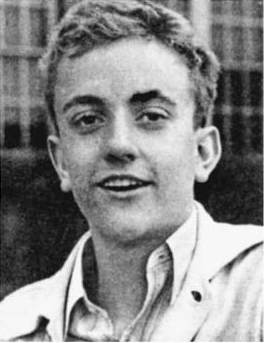
Vonnegut adolescente, no livro do ano da Shortridge High School, 1940

Kurt ingressou na Shortridge High School, em Indianápolis, em 1936. Lá tocava clarineta na banda da escola e se tornou co-editor (junto com Madelyn Pugh) da edição de terça-feira do jornal da escola, The Shortridge Echo. Vonnegut disse que seu período no jornal lhe permitiu escrever para audiências maiores do que apenas para o professor nas aulas de escrita, o que acreditou ser uma experiência "fácil e divertida". "Acontece que eu podia escrever melhor que muitas outras pessoas", observou, "Cada pessoa tem algo que pode fazer com facilidade, e não consigo imaginar por que os outros tem tanta dificuldade em fazer isso".
Após sua formatura em 1940, Kurt ingressou na Universidade Cornell, em Ithaca, Nova Iorque. Queria ingressar em arquitetura, como seu pai, mas Kurt Sr. ainda estava traumatizado com o fim da carreira durante a Grande Depressão e temia pelo futuro do filho. Ele tentou dissuadir Kurt de seus interesses, na tentativa de fazê-lo não seguir seus passos. Seu irmão, Bernard, também foi contra a escolha do curso, pedindo que ele escolhe algo "mais útil".
Como resultado, Kurt acabou escolhendo a bioquímica, mas percebeu que tinha pouca afinidade com a área e não gostava de seus estudos. Como seu pai havia sido membro do MIT, Kurt tinha o direito de entrar para a fraternidade Delta Upsilon, e o fez.
Kurt superou uma difícil competição por uma posição no jornal independente da universidade, The Cornell Daily Sun, primeiro atuando como redator e depois como editor. Ao fim de seu primeiro ano, estava escrevendo uma coluna intitulada "Innocents Abroad" (Inocentes no Exterior), que reutilizou piadas de outras publicações. Mais tarde, escreveu um artigo chamado "Well All Right" (Bem Tudo Bem), focando em pacifismo, causa que apoiava fortemente, defendendo a não-intervenção dos Estados Unidos na Segunda Guerra Mundial.

### Segunda Guerra Mundial

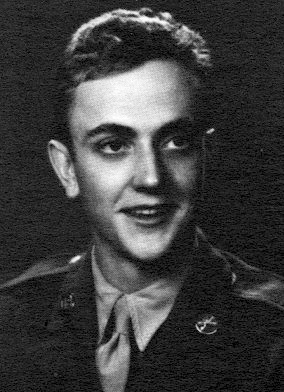
Vonnegut no uniforme do Exército durante a Segunda Guerra Mundial

O ataque a Pearl Harbor arrastou os Estados Unidos para a Segunda Guerra Mundial. Kurt era membro do corpo da reserva, mas suas notas baixas e um artigo no jornal da Cornell acabaram com sua chance de seguir carreira na corporação. Ele foi colocado em recuperação em Cornell, em maio de 1942, e largou os estudos em janeiro do ano seguinte. Não mais elegível para o corpo da reserva, ele enfrentou um provável recrutamento para o Exército dos Estados Unidos. Ao invés de esperar ser convocado, ele se alistou em março de 1943, sendo enviado para o Forte Bragg, na Carolina do Norte para o treinamento básico. Kurt recebeu treinamento com a metralhadora howitzer e depois recebeu instrução em engenharia mecânica na Universidade Carnegie Mellon e na Universidade do Tennessee, como parte do Programa de Treinamento Especializado do Exército (ASTP).
No começo de 1944, o Exército cancelou o ASTP, pois precisava de soldados para a Operação Overlord, e Kurt foi enviado para o batalhão de infantaria no Campo Atterbury, em Edinburgh, Indiana, onde treinou como batedor. Kurt estava tão perto de casa que podia "dormir em seu próprio quarto e usar o carro da família nos finais de semana".
Em 14 de maio de 1944, Kurt voltou para casa em licença no fim de semana do Dia das Mães e descobriu que sua mãe tinha cometido suicídio na noite anterior por overdose de calmantes. Alguns dos motivos para o seu suicídio podem ter sido a perda da fortuna e da influência da família, a falta de sucesso como escritora e o fato de seu filho mais novo ser enviado para o front na Segunda Guerra. Edith estava bêbada e sob influência de medicação forte.
Três meses após o suicídio da mãe, Kurt foi enviado para a Europa como batedor para a 106ª Divisão de Infantaria. Em dezembro de 1944, ele lutou na Batalha das Ardenas, a última ofensiva alemã na guerra. Durante a batalha, sua divisão, que tinha acabado de chegar ao front e tinha permanecido fora de ação por sua inexperiência, acabou dominada por forças alemãs. Cerca de 500 membros da divisão foram mortos e seis mil foram capturados.
Em 22 de dezembro, Kurt foi capturado junto de outros 50 soldados norte-americanos. Kurt foi levado de trem para um campo ao sul de Dresden, na Saxônia. Na jornada, a Força Aérea Real confundiu o trem onde estavam os prisioneiros norte-americanos e atacou o comboio, matando cerca de 150 deles. Kurt foi então enviado para Dresden, a "primeira cidade chique que havia visto". Ele viveu num matadouro quando chegou à cidade, e trabalhou em uma fábrica de xarope de malte para mulheres grávidas. Kurt disse lembrar das sirenes soando à noite sempre que alguma outra cidade era atacada. Os alemães não acreditavam que Dresden seria bombardeada, segundo ele. "Não havia abrigos anti-aéreos na cidade, nem indústrias voltadas para a guerra, apenas fábricas de instrumentos musicais e de cigarros, e hospitais."

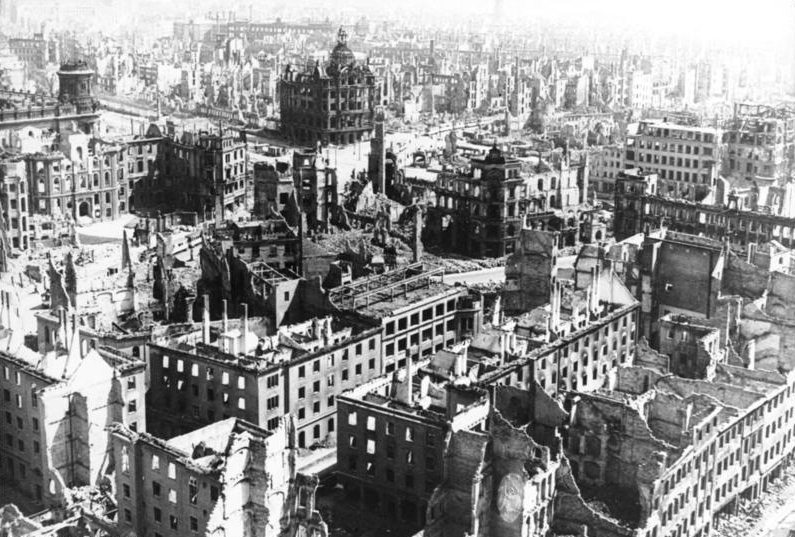
Dresden em 1945. Mais de 90% do centro da cidade foi destruído.

Em 13 de fevereiro de 1945, a cidade de Dresden se tornou alvo dos Aliados. Nas horas e dias que se seguiram, os Aliados lançaram bombas incendiárias sobre Dresden. A ofensiva de 15 de fevereiro matou cerca de 25 mil cidadãos de uma vez. Vonnegut ficou espantado com o nível da destruição em Dresden e com o sigilo que acompanhou o ataque. Ele sobreviveu ao se abrigar no frigorífico do matadouro que ficava três níveis abaixo da rua.
| “ | Era frio lá dentro, com corpos pendurados. Quando subimos, a cidade havia sumido... Eles queimaram a cidade inteira. | ” |

Kurt e os outros prisioneiros norte-americanos foram postos para trabalhar imediatamente depois dos ataques, escavando corpos dos destroços e limpando as ruas. Ele descreveu a atividade como uma "terrível e elaborada caça a ovos de Páscoa".
Os prisioneiros de guerra norte-americanos foram evacuados da região pela fronteira da Saxônia com a Tchecoslováquia depois que o exército do General George S. Patton ocupou Leipzig. Com os soldados inimigos abandonando seus postos nos campos, Kurt chegou ao campo de repatriação de prisioneiros de guerra em Le Havre, na França, antes do final do mês de maio de 1945, com a ajuda dos soviéticos. Ele retornou aos Estados Unidos e continuou servindo ao Exército, no Forte Riley, no Kansas, datilografando papeis de dispensa para soldados.
Pouco depois, Kurt foi condecorado com a Medalha Purple Heart, sobre a qual ele comentou "Eu mesmo recebi a segunda condecoração mais baixa do meu país, a Purple Heart, por geladura". Ele foi dispensado do Exército, voltando para Indianápolis logo em seguida.

### Pós-Guerra - Casamento e Universidade de Chicago
Aos 22 anos, depois de seu retorno aos Estados Unidos, Kurt se casou com Jane Marie Cox, sua namorada do ensino médio e colega de classe desde o jardim da infância, em 1 de setembro de 1945. Em seguida, Kurt ingressou na Universidade de Chicago sob a G.I. Bill, no curso de antropologia, num programa incomum de cinco anos que juntava graduação e pós-graduação e conferia um mestrado. Ali, ele estudou com o antropólogo Robert Redfield, seu "mais famoso professor". Também trabalhou como repórter para o [City News Bureau of Chicago]].
Jane recebeu uma bolsa de estudos para estudar literatura russa na mesma instituição, mas ela largou os estudos com a gravidez do primeiro filho do casal, Mark (nascido em 1947), enquanto Kurt também deixava a universidade sem título algum (apesar de ter concluído a graduação). Ele falhou em escrever uma dissertação porque todas as suas ideias foram rejeitadas. Um dos tópicos abandonados era sobre a Dança dos Fantasmas e o Cubismo. Um tópico seguinte, rejeitado de forma "unânime", tinha relação com as formas das histórias. Vonnegut recebeu seu título de graduação em antropologia apenas 25 anos depois, quando a universidade aceitou seu livro Cat's Cradle como substituto para a dissertação de mestrado.
Pouco depois, a General Electric (GE) o contratou para trabalhar como publicitário na sede da empresa em Schenectady, em Nova Iorque. Ainda que o cargo exigisse uma formação universitária, Kurt foi contratado devido ao seu suposto mestrado em antropologia pela Universidade de Chicago. Seu irmão, Bernard, trabalhava na GE desde 1945, onde trabalhava no laboratório da empresa. Em 1949, Kurt e Jane tiveram uma filha, Edith. Ainda trabalhando na GE, Kurt publicou seu primeiro trabalho, "Report on the Barnhouse Effect", na edição de 11 de fevereiro de 1950 da revista Collier's, pelo qual recebeu 750 dólares.
Kurt vendeu outro trabalho para a revista, desta vez ganhando cerca de 950 dólares. O editor da revista, Knox Burger, era um grande apoiador do trabalho de Kurt, mas ficou chocado quando Kurt se demitiu da GE em 1 de janeiro de 1951 para se dedicar exclusivamente à escrita. Kurt se mudou com a família para Cape Cod, Massachusetts, ainda em 1951, para trabalhar como escritor em tempo integral.

### Primeiro livro
Seu primeiro livro, Player Piano, foi publicado em 1952 pela editora Scribner's. O livro situa-se em um mundo pós-Terceira Guerra Mundial, onde os operários das fábricas foram todos substituídos por robôs. É possível observar no livro que a experiência de Kurt trabalhando na GE foi de grande influência para os eventos que nele ocorrem. Seu personagem central, Paul Proteus, tem uma esposa ambiciosa, um assistente canalha e um grande sentimento de empatia pelos pobres. Enviado por seu chefe, Kroner, como um agente duplo entre os pobres (que têm todos os bens materiais que desejam, mas pouco senso de propósito), ele os lidera em uma revolução que destruirá as máquinas e um museu.
Player Piano demonstra a oposição de Kurt com o Macarthismo. O livro também originou várias técnicas que o autor usaria em outros livros. O tom satírico, principalmente, aparece com força em Player Piano. Granville Hicks, colunista e crítico literário do The New York Times, fez uma análise positiva do livro, comparando-o a Brave New World, de Aldous Huxley, chamando Kurt de um "sátiro de olhar afiado". Nenhum dos resenhistas, porém, consideraram o livro importante ou inovador. Várias edições seguintes publicadas pela Bantam Books renomearam o livro para Utopia 14. Enquanto ganhava status como escritor de ficção científica, ao mesmo tempo ele era desdenhado por ser um autor do gênero, que sempre sofreu ataques de críticos e leitores.

### Escritor

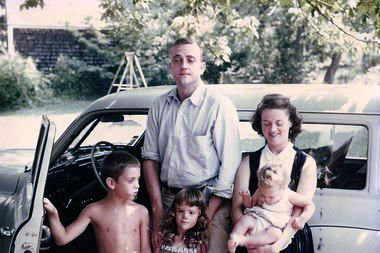
Vonnegut com sua esposa, Jane e seus filhos (da esquerda para a direita): Mark, Edith e Nanette, em 1955

Depois de Player Piano, Kurt continuou enviando contos para diversas revistas. Contratado para escrever um segundo livro, que viria a ser Cat's Cradle, o trabalho levou anos para completar. Em 1954, nasceu sua filha mais nova, Nanette. Os contos de Kurt enviados para revistas eram o sustento da família por um bom tempo, ainda que eles passassem dificuldades quando os pagamentos paravam. Em 1957, ele e um colega abriram uma concessionária da Saab em Cape Cod, mas eles vieram à falência no final do mesmo ano.
Em 1958, a irmã de Kurt, Alice, morreu de câncer dois dias depois do marido, James Carmalt Adams, ser morto em um acidente de trem em Newark. Kurt e a esposa adoraram os sobrinhos James, Steven, and Kurt, de 14, 11 e 9 anos, respectivamente. O bebê de dois anos, Peter, ficou com Kurt e a esposa por cerca de um ano, até ser entregue a um parente do pai, na Geórgia.
Lutando com os desafios da família, Vonnegut continuou a escrever, publicando romances muito diferentes em termos de enredo. Em The Sirens of Titan (1959), ele fala de uma invasão de marcianos à Terra, testemunhada por um bilionário entediado, Malachi Constant. Ele conhece então Winston Rumfoord, um viajante espacial aristocrático, que é virtualmente onisciente, mas está preso em uma distorção temporal que lhe permite aparecer na Terra a cada 59 dias. O bilionário descobre que suas ações e os eventos de toda a história são determinados por uma raça de alienígenas robóticos do planeta Tralfamadore, que precisam de uma peça de reposição que só pode ser produzida por uma civilização avançada para consertar sua nave espacial e voltar para casa - a história humana foi manipulada para produzi-lo.
Mother Night foi publicado em 1961, recebendo pouca atenção da mídia especializada na época. Howard W. Campbell Jr., o protagonista, é um americano que vai para a Alemanha Nazista durante a Segunda Guerra como um agente duplo para os Estados Unidos e ascende aos mais altos escalões do regime como propagandista de rádio. Depois da guerra, a agência de espionagem se recusa a limpar seu nome e ele acaba sendo preso pelos israelenses no mesmo bloco de celas de Adolf Eichmann, e mais tarde comete suicídio. Vonnegut escreveu no prefácio de uma edição posterior, "nós somos o que fingimos ser, então devemos ter cuidado com o que fingimos ser".
Também publicado em 1961 foi o conto "Harrison Bergeron", ambientado em um futuro distópico onde todos são iguais, mesmo que isso signifique desfigurar pessoas bonitas e forçar os fortes ou inteligentes a usar dispositivos que neguem suas vantagens. Harrison, de 14 anos, é um gênio e atleta forçado a usar "desvantagens" em altos níveis e depois é preso por tentar derrubar o governo. Ele foge para um estúdio de televisão, arranca suas desvantagens e liberta uma bailarina de seus pesos de chumbo. Enquanto dançam, são mortos pela Handicapper General, Diana Moon Glampers. Em sua biografia de 1976 de Vonnegut, Stanley Schatt sugeriu que o conto mostra "em qualquer processo de nivelamento, o que realmente está perdido, de acordo com Vonnegut, é beleza, graça e sabedoria".
Cat's Cradle foi publicado em 1963. O narrador, John, pretende escrever sobre o Dr. Felix Hoenikker, um dos pais fictícios da bomba atômica, buscando encobrir o lado humano do cientista. Hoenikker, além da bomba, desenvolveu outra ameaça à humanidade, gelo-9, água sólida estável em temperatura ambiente, e se uma partícula dela cair na água, toda ela se torna gelo-9. Grande parte da segunda metade do livro é passada na fictícia ilha caribenha de San Lorenzo, onde John explora uma religião chamada Bokononismo, cujos livros sagrados (trechos dos quais são citados) dão ao romance o núcleo moral que a ciência parece não fornecer. Depois que os oceanos são convertidos em gelo-9, eliminando a maior parte da humanidade, John vagueia pela superfície congelada, buscando uma maneira de sobreviver, bem como sua história.
Em meados da década de 1960, Kurt chegou a pensar em abandonar a carreira. Em 1999, ele escreveu em uma coluna no The New York Times:
| “ | Eu estava falido, estava fora das livrarias e tinha muitos filhos... | ” |

Foi a indicação de um leitor e admirador de seu trabalho, que o fez receber uma oferta surpresa para lecionar no Iowa Writers' Workshop, da Universidade de Iowa que acabou sendo o emprego ideal para Kurt, inclusive para poder prover sua família.

### Slaughterhouse-Five
Depois de dois anos no workshop para escritores, Kurt recebeu uma Bolsa Guggenheim para estudar na Alemanha. Na época, março de 1967, ele já era um escritor bem conhecido. Costumava usar os fundos de viagem para ir até a Europa ocidental, incluindo Dresden, onde encontrou muitos prédios importantes ainda em ruínas do bombardeio na segunda guerra mundial. Na época do conflito, Kurt não tinha conseguido ver a total extensão da destruição da cidade. A visão só se completou quando ele retornou à cidade e quando o segredo sobre o bombardeio foi retirado, revelando que cerca de 135 mil pessoas morreram naqueles dias.
Kurt vinha escrevendo sobre suas experiências durante a Segunda Guerra desde o seu retorno aos Estados Unidos, mas nunca conseguiu escrever algo que o agradasse ou aos editores (o capítulo 1 do livro Slaughterhouse-Five conta sobre as dificuldades enfrentadas). Lançado em 1969, o livro catapultou Kurt Vonnegut para a fama. O livro conta a história de Billy Pilgrim que, como Kurt, nascera em 1922 e sobrevivera aos ataques em Dresden. A história segue um padrão não-linear, como muitos dos pontos altos do enredo fora de ordem.
Slaughterhouse-Five recebeu muitas críticas positivas, inclusive de Michael Crichton em sua resenha para a revista The New Republic. Seus livros atingiam os medos mais profundos sobre bombas, automação, sentimentos e posições políticas. O livro foi imediatamente para o topo da lista dos livros mais vendidos do jornal The New York Times. Seus livros anteriores eram muito apreciados pelos acadêmicos, mas Slaughterhouse-Five atingiu em cheio o público crítico à Guerra do Vietnã. Mais tarde, ele afirmou que a perda de confiança no governo que a Guerra do Vietnã causou finalmente permitiu uma conversa honesta sobre eventos como Dresden.

### Carreira e crises
Após o lançamento de Slaughterhouse-Five, Kurt alcançou a fama e a segurança financeira que queria. Foi saudado como um herói do crescente movimento anti-guerra nos Estados Unidos, foi convidado a falar em vários comícios e fez discursos de formatura de faculdade em todo o país. Lecionou brevemente na Universidade Harvard em uma oficina de escrita criativa, em 1970, seguindo para o City College, em Nova Iorque, onde foi professor visitante entre 1973 e 1974. Em seguida, foi eleito presidente da American Academy of Arts and Letters, onde recebeu vários títulos honorários de universidades do país, como o Bennington College. Kurt escreveu uma peça, Happy Birthday, Wanda June, que estreou em 7 de outubro de 1970, em Nova Iorque. Em 1972, a Universal Pictures adaptou Slaughterhouse-Five para os cinemas, versão que o autor disse ser "impecável".
Enquanto isso, desfrutando do sucesso comercial, sua vida pessoal se desintegrava. Sua esposa Jane se tornou cristã, contrária ao ateísmo de Kurt, o que tornou a relação com os seis filhos em casa bastante difícil. O casal acabou se separando quando ele saiu de casa, mudando-se para Nova Iorque, em 1971. O casal passou por um divórcio difícil, mas acabaram se tornando amigos e assim ficaram até a morte de Jane, em 1986. Além do casamento, Kurt ficou profundamente triste com o colapso mental de seu filho Mark, em 1972 e ele próprio acabou entrando em uma crônica depressão, que o levou a tomar medicamentos, como a Ritalina. Além da medicação, ele procurou fazer terapia com um psicólogo.
Seu estado mental refletiu em seu trabalho. Seu próximo livro, Breakfast of Champions, foi um dos mais difíceis de escrever e ele parou de trabalhar nele em 1971. Quando foi finalmente lançado em 1973, foi duramente criticado pela mídia especializada. Seu livro seguinte, Slapstick, de 1976, também sofreu do mesmo destino. O livro analise sua relação com sua irmã, Alice e a mídia não poupou críticas à narrativa, alegando que Kurt tinha "perdido a mão" para escrever.
Em 1979, Kurt se casou com a fotógrafa Jill Krementz, que conheceu enquanto ela trabalhava com uma série de fotos sobre escritores no início da década de 1970. Com Jill, Kurt adotou uma menina, Lily, quando ela tinha apenas 3 dias de idade. Nos anos seguintes, sua popularidade ressurgiu quando publicou vários livros satíricos, como Jailbird (1979), Deadeye Dick (1982), Galápagos (1985), Bluebeard (1987) e Hocus Pocus (1990). Ainda que fosse um escritor prolífico e de fama mundial na década de 1980, ele tentou o suicídio em 1984.

## Morte
Kurt Vonnegut morreu na noite de 11 de abril de 2007, em Manhattan, aos 84 anos, decorrente de danos cerebrais causados por uma queda em sua casa várias semanas antes.

## Escrita

### Influências

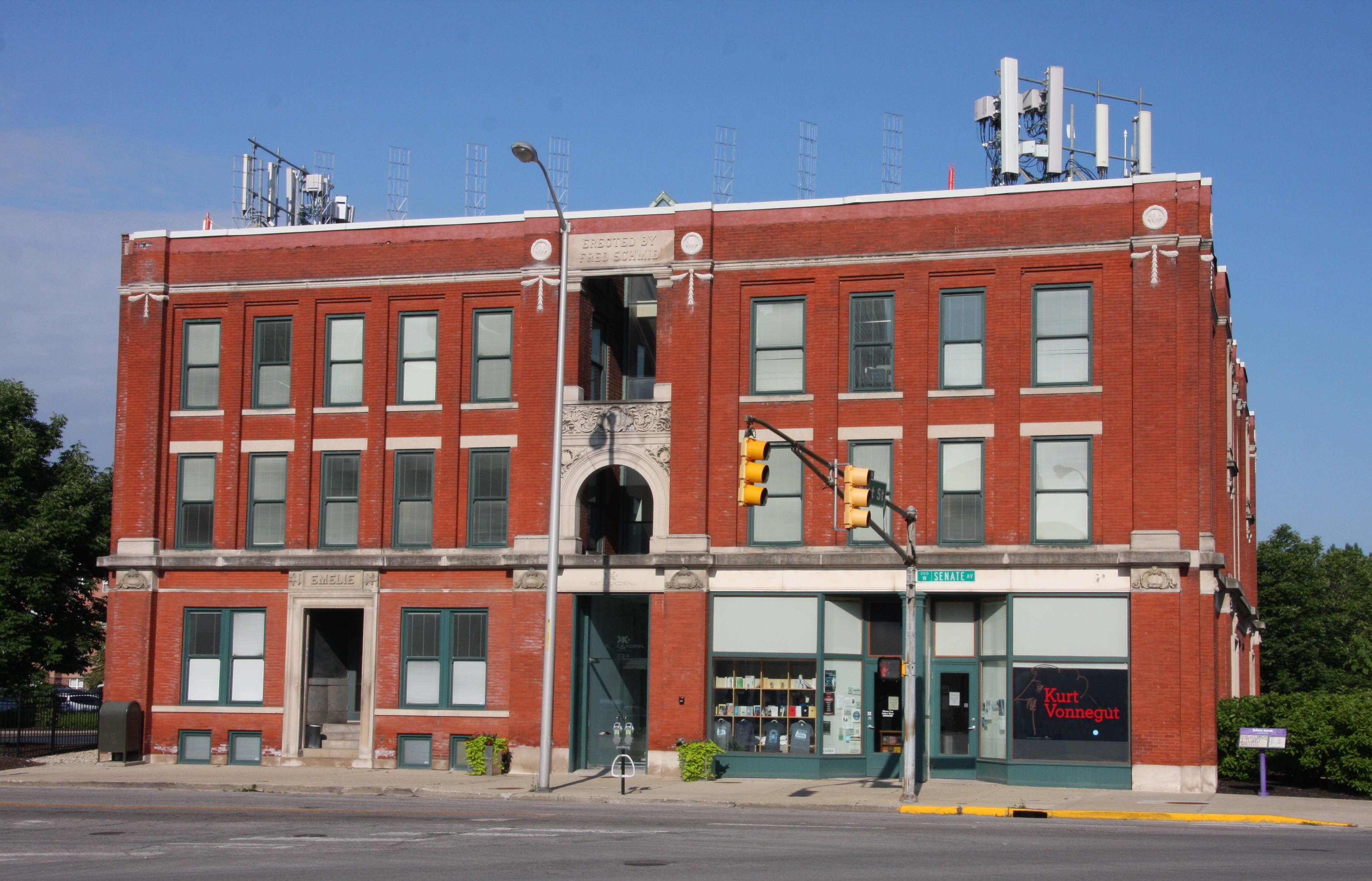
Museu e Biblioteca Vonnegut, Indianápolis

Kurt Vonnegut buscou inspiração de diversas fontes. Quando era adolescente, Kurt lia muitas revistas de pulp fiction, ficção científica, fantasia e aventuras. Era também um leitor ávido dos clássicos, como as peças de Aristófanes, que surgem nos livros de Vonnegut como críticas bem-humoradas da sociedade contemporânea.
Sua vida e seu trabalho têm várias semelhanças com As Aventuras de Huckleberry Finn, de Mark Twain. Ambos possuem visões pessimistas da humanidade, um olhar cético sobre a religião e, como o próprio Kurt colocou, ambos "se associaram ao inimigo em uma grande guerra", já que Mark Twain alistou brevemente na causa do sul durante a Guerra de Secessão, e o sobrenome alemão e ascendência de Vonnegut o conectaram com o inimigo dos Estados Unidos em ambas as guerras mundiais. Kurt também citou Ambrose Bierce como influência, alegando que "An Occurrence at Owl Creek Bridge" é o melhor conto da história dos Estados Unidos, considerando aqueles que não gostavam dele como "idiotas".
O escritor favorito de Kurt era George Orwell e ele chegou a admitir que tentou imitar Orwell.
| “ | Eu gosto dessa preocupação dele com os pobres, gosto do socialismo dele, de sua simpliciadade. | ” |

Para Kurt, Nineteen Eighty-Four e Brave New World, de Aldous Huxley, foram de grande influência em seu primeiro livro, Player Piano, de 1952. Kurt comentou que as histórias de Robert Louis Stevenson, eram muito bem elaboradas e que ele tentou imitar em seus próprios livros. George Bernard Shaw era considerado por Kurt como um de seus "grandes heróis" e teve uma influência enorme em seu trabalho. Em sua própria família, sua mãe, Edith, foi uma grande influência para ele.
| “ | [Minha] mãe achava que poderia fazer uma nova fortuna escrevendo para revistas elegantes. Ela fazia cursos de escrita de contos à noite e estudava os escritores como os apostadores estudam seus cavalos. | ” |

No começo da carreira, Kurt decidiu inspirar seu estilo em Henry David Thoreau, que escrevia pela perspectiva de uma criança, permitindo que as obras de Thoreau fossem mais amplamente compreensíveis. Outras influências importantes incluem The War of the Worlds, de H. G. Wells e a sátira de Jonathan Swift. Kurt disse que o jornalista e crítico H. L. Mencken foi sua inspiração para se tornar um jornalista.

### Estilo e técnica
| “ | Já ouvi dizer que a voz de Vonnegut pode ser descrita como "maníaco-depressiva", e certamente há algo disso. Tem uma quantidade incrível de energia associada a uma sensação de desespero muito profunda e sombria. É frequentemente exagerado e mordazmente satírico, mas nunca se afasta muito do pathos - de uma imensa simpatia pelos vulneráveis, oprimidos e impotentes da sociedade. Mas, então, ele também contém uma grande quantidade de aconchego. Na maioria das vezes, ler Kurt Vonnegut parece mais com uma conversa com um amigo muito próximo. Há uma inclusão em sua escrita que te atrai, e sua voz narrativa raramente está ausente da história por qualquer período de tempo. Normalmente, está bem no primeiro plano - direto, envolvente e extremamente idiossincrático. | ” |

Em seu livro Popular Contemporary Writers, Michael D. Sharp descreve o estilo linguístico de Kurt Vonnegut como direto; suas frases são concisas, sua linguagem é simples, seus parágrafos são breves e seu tom de conversação é normal. Vonnegut usa esse estilo para transmitir assuntos normalmente complexos de uma forma que seja inteligível para um grande público. Ele creditou seu tempo como jornalista por tal habilidade, dizendo que seu trabalho com o Chicago City News Bureau exigia que ele transmitisse histórias em conversas telefônicas. É possível captar em seus livros, várias referências distintas de sua própria vida, em especial em Slaughterhouse-Five e Slapstick.
Kurt Vonnegut acreditava que as ideias e a comunicação convincente dessas ideias ao leitor eram vitais para a arte literária. Ele nem sempre embelezava seus apontamentos: muito do Player Piano leva ao ponto em que Paul, em julgamento e conectado a um detector de mentiras, é solicitado a contar uma falsidade e afirma: "cada nova evidência de conhecimento científico é algo bom para a humanidade".
Robert T. Tally Jr. disse: 
| “ | (...) em vez de derrubar e destruir os ícones da vida americana de classe média do século XX, Vonnegut revela suavemente sua fragilidade básica. | ” |

Kurt não propunha soluções utópicas para os males da sociedade norte-americana, mas mostrava como tais esquemas não permitiriam que pessoas comuns vivessem livres de necessidades e de ansiedade. As grandes famílias artificiais em que a população dos EUA se agrega em Slapstick logo servem como uma desculpa para o tribalismo, com as pessoas não ajudando aqueles que não fazem parte de seu grupo e com o lugar da família estendida na hierarquia social se tornando vital.
Na introdução de seu ensaio "Kurt Vonnegut and Humor", Tally e Peter C. Kunze sugerem que Vonnegut não era um humorista, mas um "idealista frustrado" que usava "parábolas cômicas" para ensinar ao leitor verdades absurdas, amargas ou desesperançadas, com seus gracejos sombrios servindo para fazer o leitor rir em vez de chorar. “Vonnegut faz sentido por meio do humor, que é, na visão do autor, um meio tão válido de mapear esse mundo maluco quanto qualquer outra estratégia".
Seus trabalhos foram, várias vezes, categorizados como ficção científica, sátira e literatura pós-moderna. Kurt também resistiu a esses rótulos, porém suas obras contêm tropos comuns que costumam ser associados a esses gêneros. Em vários de seus livros, Vonnegut imagina sociedades e civilizações alienígenas, como é comum em obras de ficção científica. Vonnegut faz isso para enfatizar ou exagerar absurdos e idiossincrasias em nosso próprio mundo. Além disso, Vonnegut costuma tratar com humor os problemas que afligem as sociedades, como é feito em obras satíricas.
Exemplos de pós-modernismo podem ser encontrados na obra de Kurt Vonnegut. O pós-modernismo, em geral, acarreta uma resposta à ideia de que as verdades do mundo serão descobertas por meio da ciência. Os pós-modernistas afirmam que a verdade é subjetiva, em vez de objetiva, pois é tendenciosa para as crenças e perspectivas de cada indivíduo no mundo. Eles geralmente usam narração em primeira, um personagem não confiável e a fragmentação narrativa. Um crítico argumentou que o romance mais famoso de Vonnegut, "Slaughterhouse-Five", apresenta uma perspectiva metaficcional dúbia, pois busca representar eventos históricos reais enquanto problematiza a própria noção de fazer exatamente isso. Tal afirmação pode ser comprovada com a frase de abertura do livro: "Tudo isso aconteceu, ou quase".
Embora Vonnegut use elementos como fragmentação e elementos metaficcionais, em algumas de suas obras ele se concentra mais distintamente no perigo representado por indivíduos que encontram verdades subjetivas, as confundem com verdades objetivas e, em seguida, passam a impor essas verdades a outros.

### Temas
Kurt foi um grande crítico da sociedade norte-americana e isso se reflete em seu trabalho. Vários temas sociais importantes são recorrentes em suas obras, como riqueza, a falta dela e sua distribuição desigual entre a sociedade. Em The Sirens of Titan, o protagonista, Malachi Constant, é exilado na lua de Saturno, Titã, como resultado de sua fortuna, que o tornara arrogante e caprichoso.
Em God Bless You, Mr. Rosewater, os leitores podem achar difícil determinar se os ricos ou os pobres estão em condições piores, já que as vidas de ambos os grupos são governadas por sua riqueza ou pobreza. Para Kurt, se não for controlado, o capitalismo vai erodir as bases democráticas dos Estados Unidos. As obras de Vonnegut demonstram o que acontece quando uma "aristocracia hereditária" se desenvolve, onde a riqueza é herdada ao longo de linhagens familiares: a capacidade dos americanos pobres de superar suas situações é em grande parte ou completamente diminuída.
Outro ponto de seu trabalho é que Kurt Vonnegut também lamenta com frequência o darwinismo social e uma visão da sociedade que valoriza a "sobrevivência do mais apto". Ele ressalta que o darwinismo social leva a uma sociedade que condena seus pobres por sua própria desgraça e não os ajuda a sair de sua pobreza porque "eles merecem seu destino". Kurt se debate com a questão do livre-arbítrio em vários livros. Em Slaughterhouse-Five e Timequake os personagens não têm escolha no que fazem. Em Breakfast of Champions os personagens são obviamente despojados de seu livre arbítrio e até o recebem como um presente. Em Cat's Cradle, o Bokonismo vê o livre-arbítrio como uma heresia.
A maioria dos personagens de Kurt são distantes de suas famílias verdadeiras e procuram construir famílias substitutas ou estendidas. Outro tema recorrente é a perda do propósito na vida. A Grande Depressão forçou Kurt a testemunhar a miséria de muitas pessoas que perderam seu trabalho. Enquanto trabalhava na General Electric, ele viu as máquinas que vinham sendo construídas para substituir o trabalho humano. Ele confronta esses momentos em suas obras por meio de referências ao uso crescente da automação e seus efeitos na sociedade humana, bastante presente em seu primeiro livro, Player Piano, onde muitos trabalhadores foram substituídos por máquinas. A perda de propósito é tema também de Galápagos, onde uma florista se enfurece com seu marido por criar um robô capaz de fazer seu trabalho, e em Timequake, onde um arquiteto se mata quando substituído por um software de computador.
Suicídio é outro tema recorrente em seus trabalhos. O autor com frequência retorna à ideia de que "muitas pessoas não gostam da vida". Ele usa isso como uma explicação para o motivo de os seres humanos danificaram tão severamente seus ambientes, e fizeram dispositivos como armas nucleares que podem extinguir seus próprios criadores. Em Deadeye Dick, Vonnegut apresenta a bomba de nêutrons, que ele afirma ser projetada para matar pessoas, mas deixar edifícios e estruturas intactas. Ele também usa esse tema para demonstrar a imprudência daqueles que colocam poderosos dispositivos indutores de apocalipse à disposição dos políticos.

## Legado
O Museu Kurt Vonnegut, localizado em Indianápolis, já foi visitado por mais de 200 mil pessoas desde a sua fundação. Ali, podem ser visualizados os pertences do escritor, incluindo a sua medalha Purple Heart, o pacote de Pall Mall, seu cigarro favorito, as divisas militares usadas no seu serviço na Segunda Guerra Mundial, cartas de rejeição de editoras e uma carta por abrir que o pai do autor escreveu enquanto Kurt foi prisioneiro de guerra.
O asteroide 25399 Vonnegut foi nomeado em sua homenagem.

## Publicações
|    | Título Original                | Título no Brasil                                                  | Tradutor                      | Ano de lançamento | Editora                          |
| -- | ------------------------------ | ----------------------------------------------------------------- | ----------------------------- | ----------------- | -------------------------------- |
| 01 | Player Piano                   | Piano Mecânico, Revolução no futuro ou Utopia nº 14               | Daniel Pellizzari             | (1952)            | Círculo do livro, Intrínseca     |
| 02 | The Sirens of Titan            | As Sereias de Titã                                                | Livia Koeppl                  | (1959)            | Aleph, GRD                       |
| 03 | Mother Night                   | O espião americano                                                | Hindemburgo Dobal             | (1961)            | Artenova                         |
| 04 | Cat's Cradle                   | Cama-de-Gato                                                      | Livia Koeppl                  | (1963)            | Aleph                            |
| 05 | God Bless You, Mr. Rosewater   |                                                                   |                               | (1965)            |                                  |
| 06 | Slaughterhouse-Five            | (Matadouro 5 ou A Cruzada das Crianças                            | Cássia Zanon                  | (1969)            | Artenova, L&PM, Intrínseca       |
| 07 | Breakfast of Champions         | (Café-da-Manhã dos Campeões (Br), Pequeno-almoço de Campeões (Pt) | Paulo Afonso, André Czarnobai | (1973)            | Artenova, Intrínseca             |
| 08 | Slapstick ou Lonesome No More! | Pastelão ou solitário, nunca mais                                 | Ed Arten                      | (1976)            | Artenova, Círculo do livro       |
| 09 | Jailbird                       | Um Pássaro na Gaiola                                              | Gilda Oswaldo Cruz            | (1979)            | Nova Fronteira, Círculo do livro |
| 10 | Deadeye Dick                   | Bode vermelho                                                     | Jose Antonio Arantes          | (1982)            | Difel                            |
| 11 | Galápagos                      | Galápagos                                                         | Jose Antonio Pinto Arantes    | (1985)            | Bertrand Brasil                  |
| 12 | Bluebeard                      | Barba-azul                                                        | Alberto Maduar                | (1987)            | Best Seller                      |
| 13 | Hocus Pocus Hocus Pocus        | Hocus Pocus                                                       | Rubens Figueiredo             | (1990)            | Rocco                            |
| 14 | Timequake                      | Timequake = : Tremor de tempo                                     | Waldéa Barcellos              | (1997)            | Rocco                            |

|    | Título Original              | Título no Brasil | Tradutor | Ano de lançamento | Editora |
| -- | ---------------------------- | ---------------- | -------- | ----------------- | ------- |
| 01 | Sun Moon Star                |                  |          | (1980)            |         |
| 02 | God Bless You, Dr. Kevorkian |                  |          | (1999)            |         |

|    | Título Original              | Título no Brasil                                                               | Tradutor     | Ano de lançamento | Editora |
| -- | ---------------------------- | ------------------------------------------------------------------------------ | ------------ | ----------------- | ------- |
| 01 | Canary in a Cat House        |                                                                                |              | (1961)            |         |
| 02 | Welcome to the Monkey House  |                                                                                |              | (1968)            |         |
| 03 | Bagombo Snuff Box            |                                                                                |              | (1997)            |         |
| 04 | Armageddon in Retrospect     | Armagedom em retrospecto : e outros textos novos e inéditos sobre guerra e paz | Cássia Zanon | (2008)            | L&PM    |
| 05 | Look at the Birdie           |                                                                                |              | (2009)            |         |
| 06 | While Mortals Sleep          |                                                                                |              | (2011)            |         |
| 07 | We Are What We Pretend to Be |                                                                                |              | (2012)            |         |
| 08 | Sucker's Portfolio           |                                                                                |              | (2013)            |         |
| 09 | Complete Stories             |                                                                                |              | (2017)            |         |

|    | Título Original                                | Ano de lançamento |
| -- | ---------------------------------------------- | ----------------- |
| 01 | The First Christmas Morning                    | (1962)            |
| 02 | Fortitude                                      | (1968)            |
| 03 | Happy Birthday, Wanda June                     | (1970)            |
| 04 | Between Time and Timbuktu                      | (1972)            |
| 05 | Stones, Time and Elements (A Humanist Requiem) | (1987)            |
| 06 | Make Up Your Mind                              | (1993)            |
| 07 | L’Histoire du Soldat                           | (1997)            |

|    | Título Original                                | Título no Brasil                                                    | Tradutor         | Ano de lançamento            | Editora |
| -- | ---------------------------------------------- | ------------------------------------------------------------------- | ---------------- | ---------------------------- | ------- |
| 01 | Wampeters, Foma and Granfalloons               |                                                                     |                  | (1974)                       |         |
| 02 | Palm Sunday                                    |                                                                     |                  | (1981)                       |         |
| 03 | Nothing Is Lost Save Honor: Two Essays         |                                                                     |                  | (1984)                       |         |
| 04 | Fates Worse Than Death                         | Destinos piores que a morte: uma colagem autobiográfica dos anos 80 | Fábio Fernandes  | (1991)                       | Rocco   |
| 05 | A Man Without a Country                        | Um homem sem pátria                                                 | Roberto Muggiati | (2005)                       | Record  |
| 06 | Kurt Vonnegut: The Cornell Sun Years 1941–1943 |                                                                     |                  | (2012)                       |         |
| 07 | O que Tem de Mais Lindo do que Isso?           |                                                                     |                  | (2013)                       |         |
| 08 | Vonnegut by the Dozen                          |                                                                     |                  | (2013)                       |         |
| 09 | Kurt Vonnegut: Letters                         |                                                                     |                  | (2014)                       |         |
| 10 | Pity the Reader: On Writing With Style         |                                                                     |                  | (2019) com Suzanne McConnell |         |